# Предварительное следствие
Предварительное следствие — одна из двух форм  предварительного (досудебного) расследования преступлений (наряду с дознанием) по Уголовно-процессуальному кодексу Российской Федерации.
По своей сути предварительное следствие является процессуальной деятельностью, направленной на установление обстоятельств, подлежащих доказыванию по уголовному делу, перечень которых указан в статье 73 Уголовно-процессуального кодекса РФ. Предварительное следствие - это наиболее полная форма предварительного расследования, обеспечивающая максимальные гарантии установления истины и реализации прав участников процесса. Оно обязательно по всем уголовным делам, за исключением тех, по которым производится дознание, и дел, возбуждаемых в порядке частного обвинения. Предварительное следствие осуществляется следователями СК России, МВД России, ФСБ России. Для предварительного следствия в полной мере действуют все общие условия расследования, в нём реализованы все его институты, его срок составляет 2 месяца с возможностью дальнейшего продления.
Предварительное следствие производится следователями согласно подследственности, установленной частью 2 статьи 151 УПК РФ.
Уголовно-процессуальный кодекс относит к органам предварительного следствия следователей Следственного комитета РФ, органов внутренних дел и органов Федеральной службы безопасности.

## Подследственность уголовных дел (ст. 151 УПК)
- Следователи Следственного комитета РФ — преступления против жизни и здоровья (как правило, со смертельным исходом); преступления против половой неприкосновенности; преступления против конституционных прав граждан; терроризм (как террористические акты, так и сопряженные с ними составы преступлений), преступления, совершенные в отношении представителей государственной власти или указанными лицами, и другие преступления. На практике, подследственность следователей Следственного комитета РФ не ограничена, поскольку в соответствии с п. 12 ч. 2 ст. 37 УПК РФ, прокурор вправе изъять из производства иных следственных органов любое уголовное дело и направить его для дальнейшего расследования в органы Следственного комитета РФ, с обязательным указанием оснований такой передачи. Как правило, указанное решение принимается прокурором на основании материалов конкретного уголовного дела, особой сложности в его расследовании, общественного резонанса вследствие совершенного преступления, но четкой системы в данной практике не имеется, такие изъятие и передача уголовного дела являются исключительным правом прокурора, реализация данного права прокурором зависит от его позиции относительно возможности предварительного расследования конкретного уголовного дела в возбудившем его следственном органе.
- Следователи органов внутренних дел расследуют дела о преступлениях против личности (за исключением составов преступлений, подследственных следователям Следственного комитета РФ); преступлениях против собственности;  преступлениях в сфере экономики; преступлениях в сфере незаконного оборота наркотических средств, психотропных веществ и их прекурсоров и т.д.,  о преступлениях, сопряженных с организованной преступной деятельностью, и другие преступления.
- Следователи органов Федеральной службы безопасности расследуют дела о государственной измене; шпионаже; терроризме; захвате заложников и др. преступления.

## Возможность предварительного расследования преступления, изначально отнесенных к категории преступлений, по которым производство предварительного следствия не обязательно
Прокурор, в соответствии с п. 11 ч. 2 ст. 37 УПК РФ, вправе изымать любое уголовное дело у органа дознания и передавать его следователю с обязательным указанием оснований такой передачи. Данная практика аналогична вышеописанной практике изъятия уголовного дела из производства следственного органа с последующей его передачей в органы Следственного комитета РФ, однако если в вышеописанном случае меняется лишь следственный орган, осуществляющий производство по уголовному делу, то при изъятии прокурором уголовного дела у органа дознания и передача его следователю влечет за собой изменение формы предварительного расследования данного преступления с дознания на предварительное следствие. Аналогично, указанное решение принимается прокурором на основании материалов конкретного уголовного дела, особой сложности в его расследовании, общественного резонанса вследствие совершенного преступления, при оценке возможности предварительного расследования конкретного уголовного дела в форме дознания. Однако, помимо вышеизложенного, уголовное дело, как правило, изымается у органа дознания с последующей передачей в следственный орган в случае, если не представилось возможным окончить дознание в срок до 6 месяцев со дня возбуждения уголовного дела, а основания для продления срока дознания до 12 месяцев, предусмотренные ч. 5 ст. 223 УПК РФ, отсутствуют, Соответственно, в данной ситуации на изъятие и передачу уголовного дела от органа дознания в следственный орган не влияет его сложность, описанный случай является единственным, когда изъятие уголовного дела у органа дознания и его передача в следственный орган является формальной обязанностью, а не правом прокурора, хотя формально это не противоречит п. 11 ч. 2 ст. 37 УПК РФ. Данное явление может быть интерпретировано как мера прокурорского реагирования на невозможность окончания дознания по уголовному делу при отсутствии разумных оснований для продления срока дознания по уголовному делу свыше 6 месяцев со дня возбуждения уголовного дела.